# Spinopilar
Spinopilar is een geslacht van hooiwagens uit de familie Gonyleptidae.
De wetenschappelijke naam Spinopilar is voor het eerst geldig gepubliceerd door Mello-Leitão in 1940. 

## Soorten
Spinopilar omvat de volgende 4 soorten:
- Spinopilar anomalis
- Spinopilar apiacaensis
- Spinopilar armatus
- Spinopilar friburguensis